# Inquisitor rubens
Inquisitor rubens é uma espécie de gastrópode do gênero Inquisitor, pertencente a família Pseudomelatomidae.